# 凹叶旌节花
凹叶旌节花（学名：Stachyurus retusus），为旌节花科旌节花属下的一个植物种。